# Тан-Тан
Тан-Тан (араб. طانطان) — невелике місто в Марокко, в провінції Тан-Тан, яка входить до складу регіону Гельмім-Ес-Смара. З усіх боків оточений пустелею. Населення за даними перепису 2004 року становить 60 698 осіб, що робить Тан-Тан другим за величиною містом регіону після Гельміму. Розташований на березі ваді Уед-Бен-Джаліль, яка впадає в річку Дра за 15 км на північ від міста.
На узбережжі Атлантичного океану, за 25 км на захід від міста розташований порт Тан-Тан. Є невеликий аеропорт. Як саме місто, так і порт Тан-Тан з'єднані автомобільною дорогою № 1. Кварцитова фігурка, відома як Венера з Тан-Тану, була виявлена в 1999 році німецькою експедицією в заплаві річки Дра, трохи південніше міста. Вік фігурки оцінюється між 300 000 і 500 000 років.

## Муссем Тан-Тана

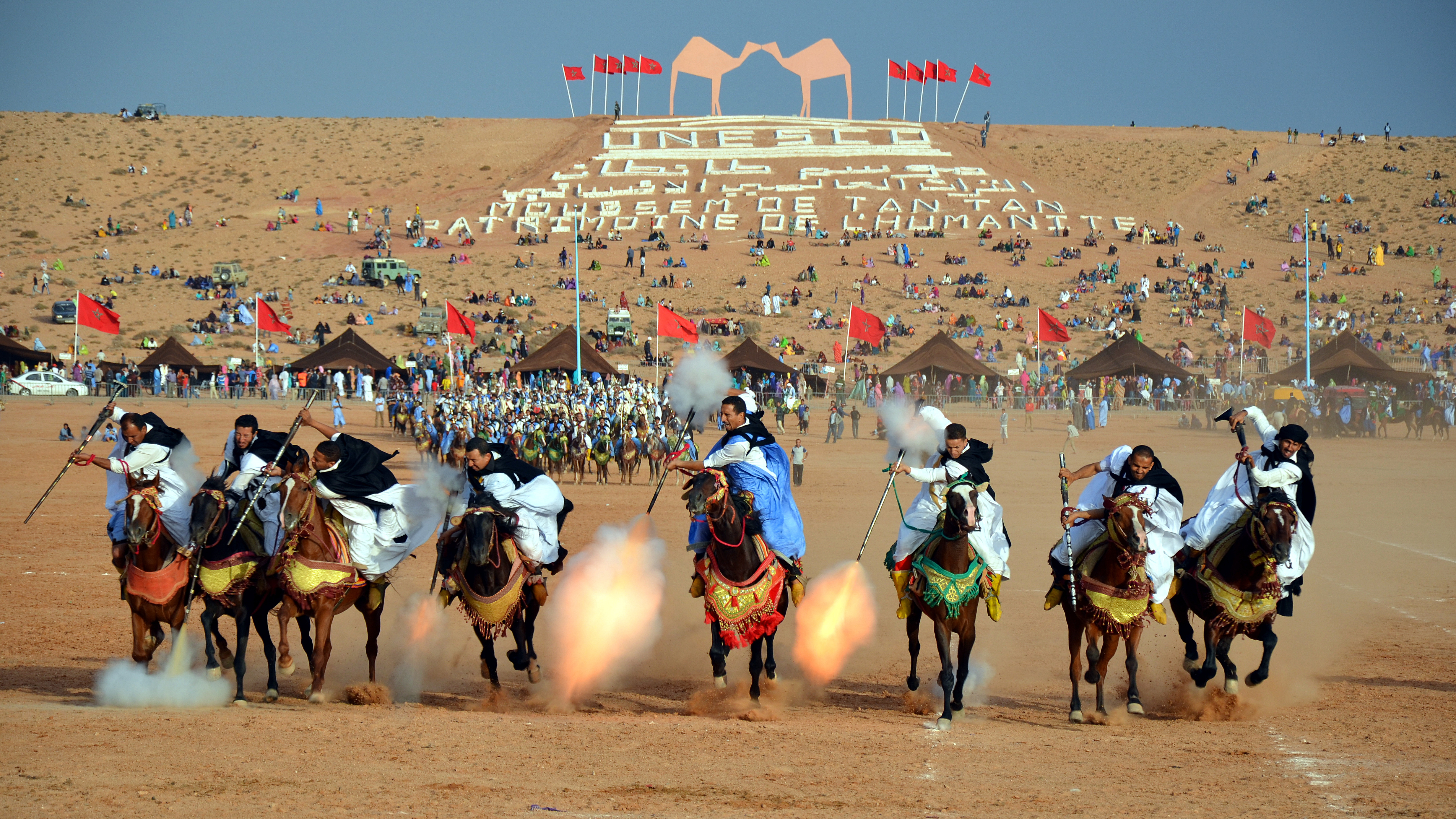

Щорічно (з 2004 року) в Тан-Тані проходить муссем (фольклорний фестиваль), що збирає представників кочових народів Сахари з Марокко, Сенегалу, Алжиру та ін. країн. У 2005 році фестиваль був включений в список нематеріальної культурної спадщини людства ЮНЕСКО. У період з 1979 до 2004 року муссем не проводився з міркувань безпеки.